# 影に捕らわれて
「影に捕らわれて」（かげにとらわれて、原題: "Heaven Sent"）は、イギリスのSFドラマ『ドクター・フー』第9シリーズ第11話。2015年11月28日に BBC One で初放送された。脚本はスティーヴン・モファット、監督はレイチェル・タラレイが務めた。本作は広く批評家から称賛され、第9シリーズや『ドクター・フー』全体で最高傑作の1つだとする声も多かった。カパルディの演技、モファットの脚本、タラレイの演出に関心が寄せられた。
本作では、異星人のタイムトラベラーである12代目ドクター（演:ピーター・カパルディ）がアシルダの協力者により周囲を水に囲まれた城に投獄される。黒幕の目的は布に覆われた怪物（演:ジェイミー・リード＝クオレル）でドクターを拷問し、彼の真実を自白させることであった。ドクターはクララ・オズワルドの命を奪った黒幕に対する憤怒を胸に、牢獄からの永遠にも感じられる脱獄を開始する。

## 連続性
廊下を歩いている時、ドクターは見えない敵に対し "The Doctor will see you now." と告げる。これは11代目ドクターが「11番目の時間」（2010年）で宇宙警察アトラクシに対して発した台詞である。
ドクターは "Assume you're going to survive. Always assume that." と独り言を発する。これは「魔法使いの友」でクララが彼について述べていたことである。
ドクターは、ガリフレイから逃げた理由が退屈だったからというのは嘘で、実際には恐怖心ゆえに逃げたと主張する。かつて The War Games（1969年）で、2代目ドクターは当時のコンパニオンたちに退屈さゆえにガリフレイを去ったと言っていた。
ドクターはガリフレイに到着して子どもと遭遇した時、自分が長い道のりを辿ってやって来たとタイムロードの上層部に伝えるように指示を出す。これは11代目ドクターが「ドクターの日」（2013年）でガリフレイ陥落に終止符を打てたと知った後の独白を反映している。
エピソードを通して、ドクターはハイブリッドについて言及している。ハイブリッドは第9シリーズを通して登場した用語であり、「魔術師の弟子」「魔法使いの友」ではダーレクとタイムロードとされる戦士の二大種族のハイブリッドであるとダヴロスが述べている。一方で、「死んだ少女」「生き続けた少女」ではアシルダがヴァイキングとマイアのハイブリッド、「ザイゴンの侵略」「ザイゴンの逆転」ではオズグッドが人間とザイゴンのハイブリッドとして言及された。「影に捕らわれて」の最終場面では、ドクターがハイブリッドの真相を口にする。

## 製作

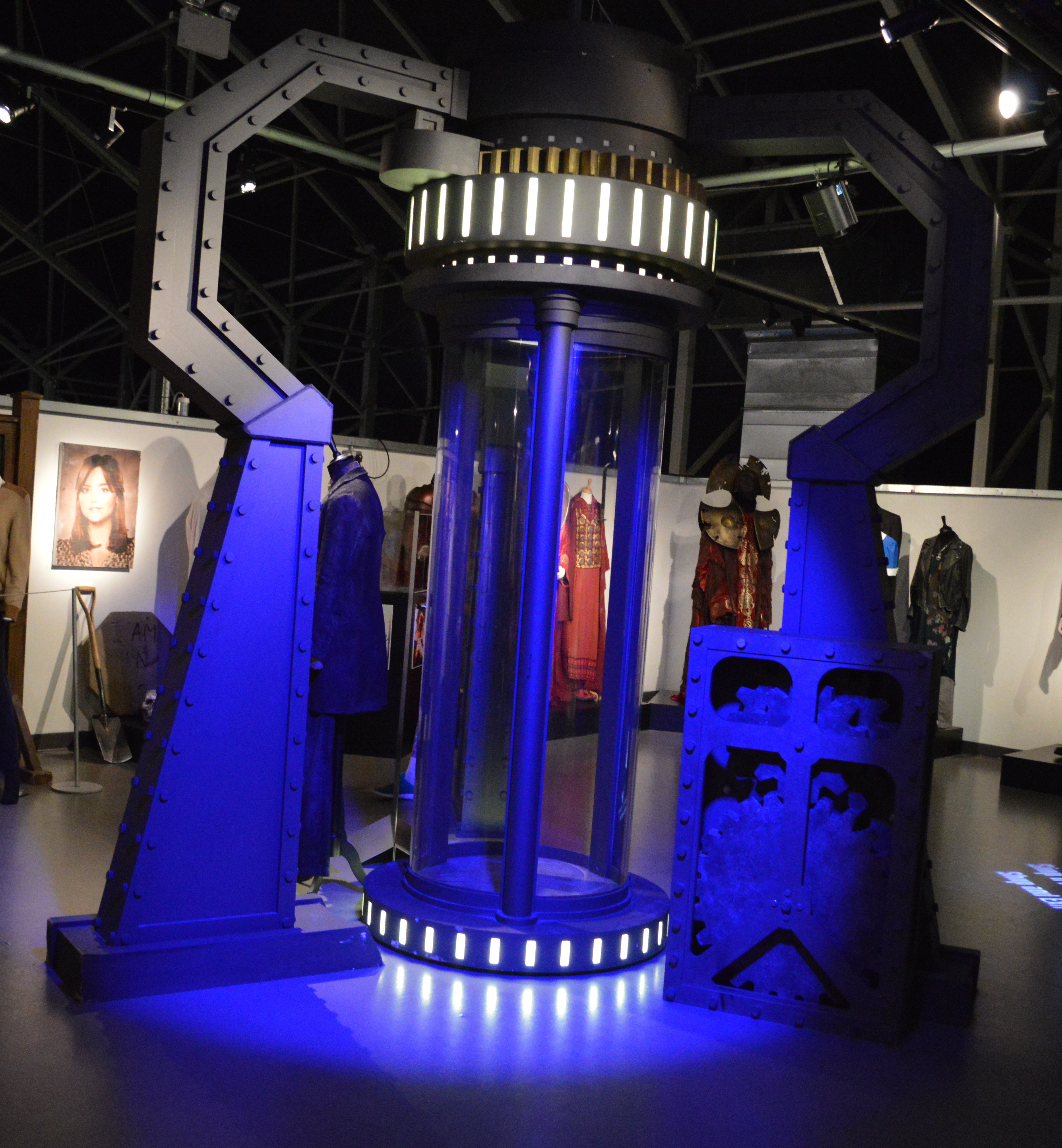
瞬間移動装置

本作はドクターと、台詞を発さないヴェールが主に登場し、クララ・オズワルド（演:ジェナ・ルイーズ・コールマン）とガリフレイ人の子どもも僅かに登場した。なお、ヴェール役のジェイミー・リード＝クオレルは「魔術師の弟子」「魔法使いの友」でコロニー・サーフ役を演じていた。
第8シリーズが始まる以前に、モファットは第9シリーズ用のクリフハンガーを約束しており、「大変なことになる」と Doctor Who Magazine の第475号で告知していた。
「影に捕らわれて」の台本の読み合わせは2015年6月18日に行われ、撮影は6月24日に開始された。城の内側での撮影はカーディフ城とケルフィリー城で行われ、加えてセットも組み立てられた。

## 放送と反応
「影に捕らわれて」のイギリスでのリアルタイム視聴者数は451万人、番組視聴占拠率は20.7%であった。タイムシフト視聴者を加算した視聴者数は619万人に達し、放送当日の番組で第4位、その週の BBC One の番組で第7位を記録した。批評家やファンからは絶賛されたにも拘わらず、Appreciation Index は80であった。

### 批評家の反応
| 専門評論家によるレビュー | 専門評論家によるレビュー |
| レビュー・スコア         | レビュー・スコア         |
| 出典                     | 評価                     |
| ------------------------ | ------------------------ |
| The A.V. Club            | A                        |
| ペースト                 | 10.0                     |
| SFX                      | [ 13 ]                   |
| TV Fanatic               | [ 14 ]                   |
| IndieWire                | A+                       |
| IGN                      | 9.5                      |
| PopMatters               | 9/10                     |
| ニューヨーク・マガジン   | [ 18 ]                   |
| ラジオ・タイムズ         | [ 19 ]                   |

「影に捕らわれて」は批評家から広く絶賛された。多くの批評家は「影に捕らわれて」が第9シリーズで最も優れたエピソードであると断言し、番組の歴史上でもおそらく最高のエピソードの1つであるとするという声も多かった。レイチェル・タラレイの演出とスティーヴン・モファットの脚本およびピーター・カパルディの演技は高く評価されることとなった。
ラジオ・タイムズのパトリック・マルケーンは本作に星5つを与え、「ピーター・カパルディの単独出演番組は即座の一流の作品だ」と評価した。彼は「これはピーター・カパルディの時間であり、彼はそれを獲得してきた。しかし、この輝かしく大胆で延長されたエピソードは、壮大なカパルディの力の結集であり、単独出演番組だ。今年、彼はこの役を自分のものにした」とレビューを続け、エピソードの構成について「決して作為的に見えることなく完璧に機能している」と述べた。さらに彼はモファットの脚本について「彼のトレードマークである複雑性で物語を構成している。カパルディはそれを完璧に演じている。レイチェル・タラレイが演出を雰囲気に浸み込ませ、最後の啓示まで勢いを持続させている」とコメントした。デジタル・スパイのモーガン・ジェフェリーは「心に強く影響するような最高傑作」「今までで最もシュールなエピソードの1つ」と評価した。彼はさらに「脚本家のスティーヴン・モファットは、カパルディが声に出して不器用に自分の内なる考えを表現することでこれが低予算の冒険になるだろう、という予想を巧みに覆している」と続け、「『影に捕らわれて』は素晴らしいが、大規模で、広く、家族に優しいエンターテイメントからはほど遠い。これまでの番組はどんよりとしていて少し奇妙になっていたが、本作はそのようではない。標準的な『ドクター・フー』のファンからの拒絶は多いかも知れない。しかし、これを見て、奇妙さを受け入れて喜んでいるならば、魅了されて終わることだろう。要求の厳しいインテリジェントなSFなのだから、BBC Oneは放送したことを賞賛されるべきだ」と述べてレビューを終えた。
The A.V. Clubのアラスデア・ウィルキンスは本作に第9シリーズで五度目のA評価を与え、「今シーズンは番組の成果が顕著であり、来週のフィナーレまでには新シリーズのベストシーズンになる可能性がある。そして、『時空の果てで』は今シーズンの完璧な最後の仕上げになるかもしれないし、ならないかもしれない。しかし、今シーズンの終盤の構成の天才的なところは、『時空の果てで』が大失敗に終わっても、『影に捕らわれて』や『カラスに立ち向かえ』のような天才的な作品にはなかったことにはならないとことだ」と述べた。ペースト誌のマーク・ローズマンも本作に満点を与えて最高傑作と評価し、SFX誌のイアン・ベリマンも満点を与えて「『陰に捕らわれて』はこれまでのところ今シーズンの最高のエピソードだ。狂ったようにシュールで、独創的に不可解で、非常に不気味だ。後半の段階ではまさに過酷な、途轍もなくインパクトのある結末が待っている」と主張した。

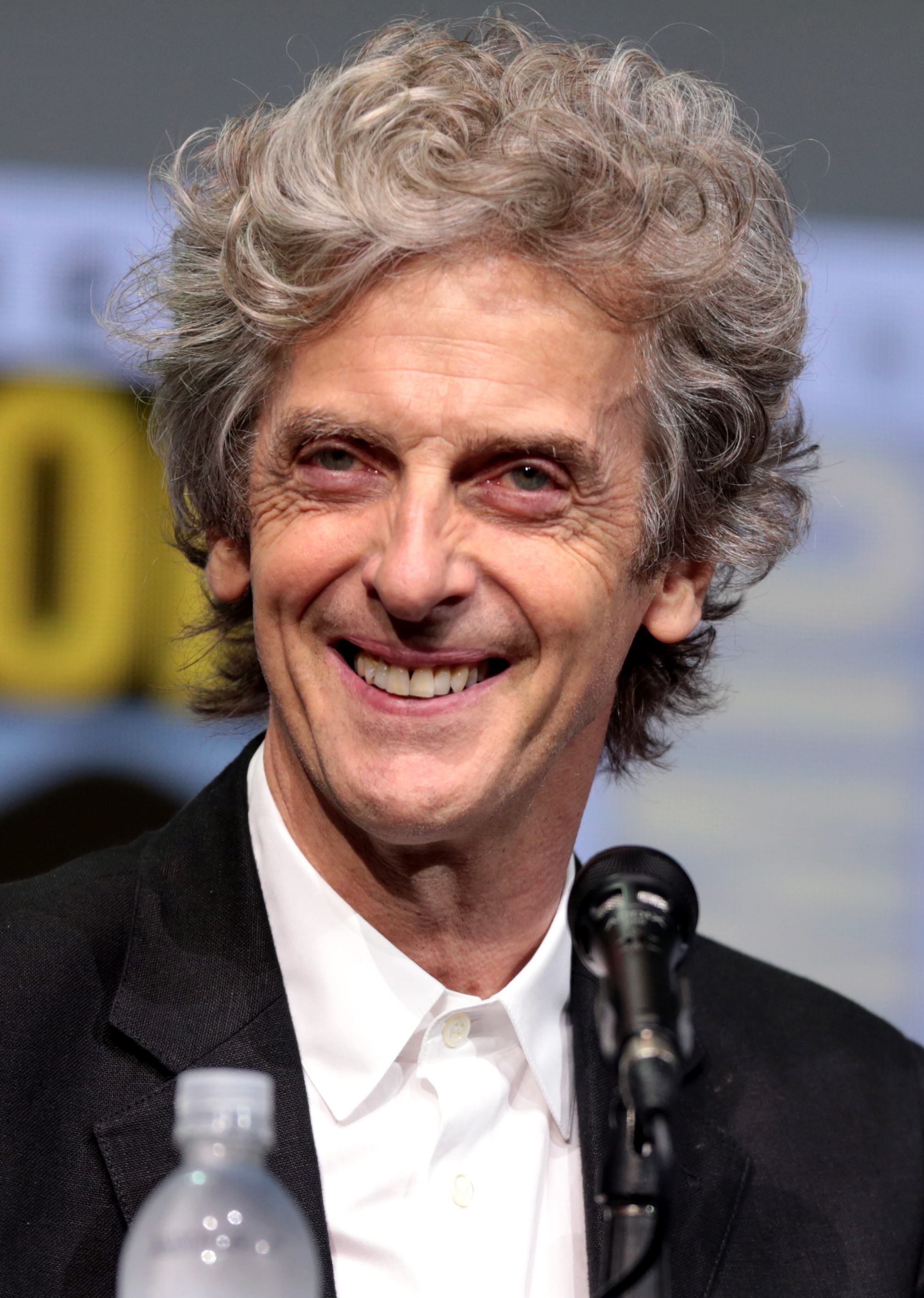
ピーター・カパルディは本作での演技を広く称賛された。

IGNのスコット・コルーラは本作を第9シリーズで最高点となる9.5点と評価し、特にその結末を「このエピソードにスリリングで華麗な捻りを加えることで、事件全体がすぐに忘れることのできない画と音の連打に突入していく。穏やかなギターを中心としたスコアが美しく広がりながら、頭蓋骨の海が実はドクターの頭蓋骨の海であると気づくのは驚くべきことである」と称賛した。彼はさらにハイブリッドの暴露とカパルディの演技を称賛し、「ほぼ素晴らしいシーズンをフィナーレへ運ぶ優れたエピソード」「息をのむようなカパルディの単独番組を呈していて、捻りのある終わり方は現在のシリーズの最高のエピソードの1つたらしめている」と論評した。メトロ紙 (en) のティム・リューも本作を絶賛して「大好きだ」と述べた。彼は特にスティーヴン・モファットの大胆さとピーター・カパルディの演技力およびマレイ・ゴールドの音楽を称賛し、カパルディがドクター役を演じられるのかという不安はほぼ払拭されたと主張した。彼はまた、ヴェールの緩慢な動きに合わせたゆっくりとしたストーリー展開にも賛辞を送った。

### ノミネート
2016年に「影に捕らわれて」はヒューゴー賞映像部門短編部門にノミネートされたが、受賞は『ジェシカ・ジョーンズ』の「AKA 笑顔で」に譲った。またBBCアメリカがシリーズの共同制作に加わっていたことから、「影に捕らわれて」は『ドクター・フー』のエピソードでは初めてプライムタイム・エミー賞にノミネートされた。カパルディは主演男優賞ドラマ・シリーズ部門に、モファットは脚本賞ドラマ・シリーズ部門に、タラレイは監督賞ドラマ・シリーズ部門にノミネートされた。さらに「影に捕らわれて」はその他にもクリエイティブ・アート・エミー賞にノミネートされた。ただし、どの部門でも受賞には至らなかった。

## サウンドトラック
マレイ・ゴールドの作曲として、本作で使用された曲が選出され、2018年4月27日に Silvia Screen Records からサウンドトラックが発売された。4枚組のディスクのうち、「影に捕らわれて」の曲は3枚目のディスクに収録された。